# ࢲ
Zāy petit v renversé suscrit est une lettre additionnelle de l’alphabet arabe utilisé dans l’écriture de certaines variantes dialectales de l’arabe, des langues berbères. Elle est composée d’un zāy ‹ ز › diacrité d’un petit v renversé suscrit.

## Utilisation
En berbère, dans certains ouvrages, dont notamment le dictionnaire arabe-amazighe de Mohamed Chafik publié par l’Académie royale  du Maroc en 1990, ‹ ࢲ › représente une consonne fricative labio-dentale voisée pharyngalisée [zˤ] aussi transcrite jeh ‹ ﮊ › ou encore transcrite Z point souscrit ‹ ẓ › avec l’alphabet latin et ‹ ⵥ › avec le tifinagh.